# Wolves (canción de Selena Gomez y Marshmello)
«Wolves» es una canción de la cantante estadounidense Selena Gomez en colaboración con el productor musical Marshmello. La canción fue escrita por Gomez, Ali Tamposi, Louis Bell, Brian Lee, y sus productores Marshmello y Andrew Watt. Fue lanzada por Interscope Records el 25 de octubre de 2017.
Comercialmente, «Wolves» encabezó las listas en Letonia, Polonia y Serbia, y alcanzó el top 10 en otros 23 países. También llegó al top 20 en Alemania y Estados Unidos. Además, fue la segunda canción electrónica más exitosa de 2018 en los Estados Unidos. El sencillo ha sido certificado Platino o superior en quince países en todo el mundo, incluyendo Diamante en Brasil.

## Lanzamiento y promoción
Marshmello reveló por primera vez la canción el 22 de julio de 2017, cuando tuiteó: «¡Feliz cumpleaños, Selena Gomez! No puedo esperar a que el mundo escuche en lo que hemos estado trabajando». El 15 de agosto de 2017, Marshmello escribió que Gomez «suena absolutamente increíble» en la canción, en respuesta a un fan que le preguntó sobre la colaboración. Durante una entrevista de radio con Tonya y Sonic en Energy 103.7 FM de San Diego, Gomez dijo: «Es realmente genial. Está en ese mundo, su mundo, y yo estoy entrando en él y trayendo mi estilo también». La llamó una canción hermosa y una de sus favoritas. El 25 de septiembre de 2017, un seguidor de Gomez se comunicó con Marshmello a través de Twitter para pedir una «pista» sobre la canción, a lo que Marshmello respondió: «Viene muy, muy pronto», lo que llevó a especulaciones sobre la fecha de lanzamiento de la canción. El 6 de octubre de 2017, Marshmello tranquilizó a los fans diciendo que la canción «viene muy pronto».
El 19 de octubre de 2017, tanto Gomez como Marshmello acudieron a las redes sociales para anunciar oficialmente la canción y su fecha de lanzamiento. Gomez compartió fotos de ella usando una versión rosa del casco de Marshmello, y otra foto muestra a los dos sentados en un sofá comiendo palomitas de maíz. La canción se estrenó a través del programa de radio Beats 1, y el presentador Zane Lowe la nombró el «World Record» del día.

## Composición
«Wolves» fue escrita por Selena Gomez, Marshmello, Ali Tamposi, Andrew Watt, Brian Lee y Louis Bell. La canción fue descrita como un «snack electrónico pegajoso» y un «EDM impulsivo» que es igualmente «EDM con toques acústicos y pop perdido de los 1980». Caitlin Kelley de Billboard señaló cómo se puede escuchar la influencia de Marshmello en la canción a través de «elementos sutiles de trap, como los triples hi-hats que zumban bajo la atmósfera humeante». «Wolves» comienza de manera «oscura y sombría» con Gomez cantando sobre una guitarra eléctrica limpia, como comentó Kat Bein de Billboard; la construcción del puente es «casi country-pop, pero el gancho coral es pura dulzura de Marshmello». En una entrevista con Zane Lowe para Beats 1, Gomez afirmó que las letras reflejan profundamente lo que ella estaba sintiendo durante el período en que grabó la canción.

## Video musical

### Lanzamiento
El 24 de octubre de 2017, Gomez y Marshmello publicaron dos adelantos del video en Instagram. Al día siguiente, se anunció el estreno junto a otros dos adelantos del video.
El 2 de noviembre de 2017, el video vertical de «Wolves», creado para la plataforma Spotify, fue publicado en la cuenta oficial de YouTube del DJ y en la cuenta Vevo de la cantante. El 6 de noviembre de 2017, Selena compartió en Twitter un comercial de los American Music Awards 2017 para el canal ABC, que incluía un adelanto del video musical de la canción. El 17 de noviembre, el video oficial se estrenó en iTunes y Apple Music. Fue lanzado en Vevo y YouTube un día después en las cuentas de Gomez y Marshmello.

### Sinopsis
En el video vertical se ve a Gomez realizando un FaceTime con Marshmello, donde le pide que reproduzca la canción. La cantante empieza a simular un Dubsmash, como si fuera una conversación normal entre amigos mientras camina por su casa.
El video oficial comienza mostrando a Gomez luciendo un vestido corto en una zona de duchas mientras interpreta la canción. Luego se la ve en un pasillo con un vestido brillante con una apertura en la zona del pecho. En el coro del video, Gomez aparece con otro conjunto de ropa, esta vez con un pantalón rojo y una bata roja que luego se retira, mostrando el sostén que lleva puesto. Al final del video, camina sobre el agua de la piscina (en referencia a Dua Lipa en su sencillo «New Rules»). También se muestra una máscara de Marshmello bajo el agua y, cuando la canción termina, se ve a Gomez en una cámara de seguridad, de la cual desaparece más tarde.

## Rendimiento comercial
«Wolves» ingresó en el número 16 en el Singles Chart de Reino Unido. Tres semanas más tarde, ascendió al número 9 y se convirtió en el cuarto top 10 de Gómez en la nación. En Australia, la canción ingresó en el número 15 en ARIA Singles Chart. Subió al número 9 dos semanas después, dando a Gomez su tercer top 10 en el país como artista principal después de «Good for You» e «It Ain't Me», y desde entonces ha alcanzado el número 5 allí. Después de debutar en el número 69 en el Canadian Hot 100, se elevó al número 9 la semana siguiente y ha sido certificado Oro por Music Canada (MC) por vender de 40 000 unidades.

## Presentaciones en vivo
El 19 de noviembre de 2017, Selena Gomez presentó la canción en los American Music Awards 2017. Esta actuación, aclamada por la crítica, fue la primera presentación en vivo de la cantante desde el trasplante de riñón que había recibido meses antes. La escenografía, desarrollada por Petra Collins, tenía una ambientación oscura en la que Gomez apareció con sangre falsa y un camisón, junto a un vehículo que presumiblemente había sufrido un accidente previo. Posteriormente, en 2021, la canción fue presentada por la artista durante el show de medio tiempo de la final de la UEFA Champions League, realizado por Marshmello, junto a un medley de otros de sus grandes éxitos.

## Formatos y lista de canciones
- Descarga digital

| Mundial |          |          |  |
| N.º     | Título   | Duración |  |
| 1.      | «Wolves» | 3:18     |  |

| Total Ape Remix |                            |          |  |
| N.º             | Título                     | Duración |  |
| 1.              | «Wolves» (Total Ape Remix) | 3:05     |  |

| Sneek Remix |                        |          |  |
| N.º         | Título                 | Duración |  |
| 1.          | «Wolves» (Sneek Remix) | 4:34     |  |

| Said the Sky Remix |                               |          |  |
| N.º                | Título                        | Duración |  |
| 1.                 | «Wolves» (Said the Sky Remix) | 3:28     |  |

| Rusko Remix |                        |          |  |
| N.º         | Título                 | Duración |  |
| 1.          | «Wolves» (Rusko Remix) | 3:46     |  |

| Owen Norton Remix |                              |          |  |
| N.º               | Título                       | Duración |  |
| 1.                | «Wolves» (Owen Norton Remix) | 4:33     |  |

| MOTi Remix |                       |          |  |
| N.º        | Título                | Duración |  |
| 1.         | «Wolves» (MOTi Remix) | 4:05     |  |

## Listas

### Semanales
| América              |                                      |    |
| Argentina            | Monitor Latino Anglo                 | 9  |
| Brasil               | Top 50 Streaming (Pro-Música Brasil) | 32 |
| Canadá               | Canadian Hot 100                     | 7  |
| Chile                | Chile Top 100 Singles                | 17 |
| Colombia             | Monitor Latino Anglo                 | 13 |
| Ecuador              | Monitor Latino Anglo                 | 9  |
| El Salvador          | Monitor Latino General               | 12 |
| Estados Unidos       | Adult Top 40                         | 25 |
| Estados Unidos       | Billboard Pop Songs                  | 6  |
| Estados Unidos       | Billboard Hot 100                    | 20 |
| Estados Unidos       | Dance Club Songs                     | 12 |
| Estados Unidos       | Dance/Electronic Digital Song Sales  | 1  |
| Estados Unidos       | Hot Dance/Electronic Songs           | 1  |
| Estados Unidos       | Mainstream Top 40                    | 9  |
| Estados Unidos       | Rhythmic                             | 33 |
| Guatemala            | Monitor Latino Anglo                 | 7  |
| México               | Monitor Latino Anglo                 | 4  |
| México               | Billboard México Inglés Airplay      | 1  |
| Panamá               | Monitor Latino                       | 4  |
| Perú                 | Los 40 Principales                   | 4  |
| República Dominicana | Monitor Latino Anglo                 | 2  |
| Venezuela            | Monitor Latino Anglo                 | 4  |
| Asia y Oriente Medio |                                      |    |
| Corea del Sur        | Gaon Digital Chart                   | 48 |
| Indonesia            | Indonesia Singles Chart              | 11 |
| Japón                | Japan Hot 100                        | 40 |
| Filipinas            | Billboard Hot 100 Philipine          | 34 |
| Malasia              | RIM                                  | 3  |
| Singapur             | Top 30 Singles Chart Singapore       | 8  |
| Turquía              | Number One Top 40                    | 6  |
| Europa               |                                      |    |
| Austria              | Ö3 Austria Top 40                    | 8  |
| Alemania             | Official German Charts               | 11 |
| Bélgica              | Ultratop 50 (Flandes)                | 7  |
| Bélgica              | Ultratop 50 (Wallonia)               | 12 |
| Croacia              | HRT                                  | 21 |
| Dinamarca            | Tracklisten                          | 8  |
| Escocia              | OCC                                  | 5  |
| Eslovaquia           | Singles Digitál Top 100              | 4  |
| España               | PROMUSICAE                           | 20 |
| Europa               | Euro Digital Songs                   | 14 |
| Finlandia            | Suomen virallinen lista              | 3  |
| Francia              | SNEP                                 | 31 |
| Grecia               | Greece Digital Songs                 | 5  |
| Hungría              | Singles Top 40                       | 10 |
| Hungría              | Stream Top 40                        | 1  |
| Irlanda              | IRMA                                 | 5  |
| Italia               | FIMI                                 | 28 |
| Letonia              | Latvijas Top 40                      | 1  |
| Líbano               | Lebanese Top 20                      | 2  |
| Lituania             | M-1 Top 40                           | 8  |
| Noruega              | VG-lista                             | 5  |
| Países Bajos         | Dutch Top 40                         | 2  |
| Países Bajos         | Singles Top 100                      | 8  |
| Polonia              | Polish Airplay Top 100               | 1  |
| Portugal             | AFP                                  | 7  |
| Reino Unido          | UK Dance Chart                       | 2  |
| Reino Unido          | UK Singles Chart                     | 9  |
| República Checa      | Rádio Top 100                        | 33 |
| República Checa      | Singles Digitál Top 100              | 2  |
| Suecia               | Sverigetopplistan                    | 7  |
| Suiza                | Schweizer Hitparade                  | 9  |
| Oceanía              |                                      |    |
| Australia            | ARIA                                 | 5  |
| Nueva Zelanda        | Recorded Music NZ                    | 10 |

### Anuales
| País      | Lista                  | Mejor posición |
| --------- | ---------------------- | -------------- |
| Nicaragua | Monitor Latino General | 35             |

## Certificaciones
| País                                                        | Organismo certificador | Certificación | Ventas certificadas | Ref.    |
| ----------------------------------------------------------- | ---------------------- | ------------- | ------------------- | ------- |
| Australia                                                   | ARIA                   | 3× Platino    | 210 000             | [ 98 ]  |
| Bélgica                                                     | BEA                    | Platino       | 30 000              | [ 99 ]  |
| Brasil                                                      | Pro-Música Brasil      | Diamante      | 160 000             | [ 100 ] |
| Canadá                                                      | Music Canada           | 3× Platino    | 240 000             | [ 40 ]  |
| Dinamarca                                                   | IFPI - Denmark         | Oro           | 45 000              | [ 101 ] |
| España                                                      | PROMUSICAE             | Platino       | 40 000              | [ 102 ] |
| Estados Unidos                                              | RIAA                   | 4× Platino    | 4 000               | [ 103 ] |
| Francia                                                     | SNEP                   | Platino       | 150 000             | [ 104 ] |
| Italia                                                      | FIMI                   | Platino       | 50 000              | [ 105 ] |
| México                                                      | AMPROFON               | 3× Platino    | 180,000             | [ 106 ] |
| Nueva Zelanda                                               | Recorded Music NZ      | Platino       | 30 000              | [ 107 ] |
| Portugal                                                    | AFP                    | Oro           | 5000                | [ 108 ] |
| Reino Unido                                                 | BPI                    | Platino       | 600 000             | [ 109 ] |
| Suecia                                                      | GLF                    | 2× Platino    | 80 000              | [ 110 ] |
| (*) significa que la certificación puede incluir streaming' |                        |               |                     |         |

## Historial de lanzamiento
| País           | Fecha                   | Formato                      | Discográfica | Ref.    |
| -------------- | ----------------------- | ---------------------------- | ------------ | ------- |
| Varios         | 25 de octubre de 2017   | Descarga digital             | Interscope   | [ 42 ]  |
| Estados Unidos | 7 de noviembre de 2017  | Radio de éxito contemporáneo | Interscope   | [ 111 ] |
| Estados Unidos | 21 de noviembre de 2017 | Radio contemporánea rítmica  | Interscope   | [ 112 ] |